# ClassDojo
ClassDojo es la plataforma de gestión del comportamiento de más rápido crecimiento en el mundo, utilizada por maestros, padres y estudiantes. ClassDojo ayuda a los maestros a mejorar el comportamiento de sus alumnos en clase, permitiéndoles ofrecer a sus estudiantes retroalimentación en tiempo real a través de un dispositivo web o móvil. ClassDojo genera de forma automática reportes e información sobre el comportamiento, que puede ser compartido con padres y estudiantes. Algunos comportamientos frecuentes que los maestros refuerzan con ClassDojo incluyen el trabajo denodado, la perseverancia, el trabajo en equipo, la creatividad y la curiosidad. La compañía se ocupa de «la otra mitad» de la educación –la mitad que va más allá de enseñar contenidos académicos, construyendo los comportamientos y las fortalezas de carácter que los estudiantes necesitan para tener éxito a lo largo de su vida–. Aun así, los métodos de ClassDojo no han pasado sin críticas. Entre ellas existen preocupaciones con la privacidad y el sistema de recompensas.
ClassDojo fue lanzado en agosto de 2011; desde agosto de 2012 la compañía ubicada en San Francisco, California, cuenta con más de 3,5 millones de maestros y estudiantes utilizando ClassDojo en más de 60 países. Inicialmente fundada por la incubadora de tecnología para la educación ubicada en Palo Alto ImagineK12, ClassDojo obtuvo su capital semilla de una serie de inversores incluyendo a Ron Conway, Mitch Kapor, Jeff Clavier, General Catalyst y Paul Graham.

## Historia de la compañía
Sam Chaudhary y Liam Don cofundaron ClassDojo en el verano de 2011, lanzando una versión beta de la plataforma. Los cofundadores se trasladaron a California desde el Reino Unido, luego de haber sido aceptados en la primera cohorte de la incubadora de tecnología para la educación ubicada en Palo Alto ImagineK12.
Tras un lanzamiento tranquilo en agosto de 2011, el crecimiento ha sido rápido, alcanzando a millones de maestros y estudiantes en más de 60 países en 18 meses.
 En 2012 ClassDojo anunció la recaudación de 1,6 millones de dólares de capital semilla otorgado por Paul Graham, Ron Conway, Jeff Clavier, Kapor Capital, Morado Ventures, Lerer Ventures, Start Fund y General Catalyst.
La compañía planea que su plataforma principal se mantenga gratuita para los maestros. Los fundadores dicen que es porque quieren que los maestros, estudiantes y padres en todo tipo de escuela puedan utilizar ClassDojo para moldear mejores comportamientos para el aprendizaje y habilidades del carácter. Quieren lograr un impacto en la mayoría de los estudiantes que acuden a las escuelas públicas, donde los presupuestos son más ajustados.

## Productos y servicios
ClassDojo trabaja sobre dos principios fundamentales:
1. Un refuerzo positivo constante construye comportamientos positivos; esta es una manera de fomentar comportamientos y habilidades del carácter como la curiosidad, la persistencia y la capacidad de recuperación y adaptación, cualidades que contribuyen al aprendizaje.
2. Conectar a los maestros, padres y alumnos para apoyar y desarrollar integralmente al estudiante, antes que simplemente ofrecer más contenido académico. Gracias al feedback positivo que recibe el alumno, se potencia la motivación y el compromiso de los estudiantes
En ClassDojo existen tres tipos de cuentas, interconectadas del siguiente modo:
- Cuenta de profesor: será este usuario el que cree las aulas y los estudiantes que participan en ella. Igualmente, se encargará de gestionar las puntuaciones de cada alumno, el ‘Class Story’ y de la interacción con los padres a través de mensajes privados. Tened en cuenta que un profesor puede tener varias aulas asignadas y que un aula puede contar con varios profesores responsables. Los profesores pueden usar esta aplicación para informar a sus estudiantes de su comportamiento positivo y manejar sus clases.
- Cuenta de alumno: tremendamente limitada, ya que solo permite personalizar el avatar (un pequeño monstruito) y comprobar cuál ha sido la valoración emitida por el docente para este alumno. No permite ver ni las puntuaciones de otros estudiantes ni, por supuesto, los mensajes que se intercambian entre familias y profesor.
- Cuenta de padre: cada padre puede tener uno —o varios— alumnos a su cargo, y de cada uno de ellos puede visualizar cuál ha sido las valoraciones del docente en cada momento: qué insignias ha obtenido, tanto positivas como negativas. Del mismo modo, puede visualizar el ‘Class Story’ o enviar mensajes al profesor; no podrá comprobar cuál es la evolución de otros estudiantes que no estén a su cargo.

Para usar el programa de gestión del comportamiento, los maestros se registran para obtener una cuenta gratuita, y luego crean las «clases» incluyendo a todos los alumnos de su clase. Los alumnos reciben automáticamente avatares (pequeños monstruitos personalizables) de ClassDojo. Los maestros pueden premiar a los alumnos con retroalimentación positiva en tiempo real cuando se desempeñan bien en una tarea o actividad de clase, o porque mostraron un comportamiento positivo a lo largo de la jornada escolar, también puede sancionarse un comportamiento negativo. El programa es personalizable, y los maestros pueden cambiar los comportamientos en los que los alumnos obtienen retroalimentación para adaptarlos a las necesidades de la clase o de la escuela. Los maestros también pueden registrar comportamientos que los alumnos necesitan trabajar. Los maestros pueden ver reportes y el progreso en todos los comportamientos, y compartir los reportes y los resultados con padres y estudiantes otorgándoles códigos de acceso.
Los estudiantes utilizan el programa ingresando un código único y seguro; luego de crear una cuenta, los alumnos pueden personalizar sus avatares, ver las clases y ver su progreso individual. Los padres también pueden acceder a ClassDojo cuando son invitados por los maestros, y pueden visualizar el progreso de los niños y la información compartida por los maestros.
Además, los usuarios (tanto profesionales como alumnos) tienen la posibilidad de usar esta aplicación en sus ordenadores gracias a emuladores virtuales de Android.

## Plataformas
ClassDojo está disponible como aplicación web que puede ser utilizada en cualquier dispositivo con un navegador web, y también como aplicación nativa para iPhone y Android, con un sitio web en HTML5. El programa se puede visualizar en cualquier dispositivo móvil incluyendo teléfonos y tabletas Android, teléfonos y tabletas iOS y más.

## Ventajas
Algunas de las muchas ventajas que dispone este recurso educativo son las siguientes:
- Permite al profesor administrar un aula escolar con base en puntuaciones sobre el comportamiento.
- El docente es el que decide qué suma, qué resta y en qué cuantías.
- Classdojo es una plataforma en línea.
- ClassDojo es una plataforma gratuita.
- Se puede acceder a través de cualquier navegador web, dispositivos iOS y Android.
- Las familias pueden participar en Classdojo.
- ClassDojo se basa en la ludificación: insignias positivas y negativas, que un profesor podrá asignar al alumnado.
- Las familias recibirán en tiempo real las notificaciones sobre el comportamiento de sus estudiantes.
- ClassDojo crea de forma automática informes individuales sobre los estudiantes y sobre el grupo.

## Premios y reconocimientos
En septiembre de 2011 ClassDojo ganó el premio más importante del Desafío de Innovación de Education Nation, obteniendo el premio NBC Education Innovation Award de 2011.
En diciembre de 2012 Forbes incluyó a los cofundadores de ClassDojo, Sam Chaudhary y Liam Don, en «Forbes 30 Under 30: Education».
En febrero de 2013 la revista Forbes incluyó a ClassDojo en la lista de las 100 Compañías Más Prometedoras de Estados Unidos.
En 2013 ClassDojo fue reconocida por FastCompany como una de las 10 compañías de educación más innovadoras del mundo.

## Críticas
La crítica a ClassDojo se ha concentrado en dos aspectos. Primero, en cómo promociona la falta de privacidad y segundo, en la psicología que favorece. El uso de videos y fotos casi de manera constante es uno de los puntos fuertes de la plataforma. Sin embargo, es eso mismo lo que tiene a muchos padres y especialistas preocupados de que la privacidad del salón de clases se haya perdido usando a ClassDojo. Aún más controversial, es la promoción de la psicología conductista. La habilidad de apremiar y castigar a los estudiantes por su comportamiento y desempeño académico es una de las cualidades que hacen al ClassDojo especial. Sin embargo, esto sigue los mismos problemas de la estrategia del "palo y la zanahoria," especialmente cuando este se hace en tiempo real, desplegando puntos en la pantalla inmediatamente.  Algunos maestros favorecen el sistema de premios, como el que se utiliza en el entrenamiento de animales, pero otros lo encuentran limitado y perjudicial.